# Achias calcar
Achias calcar är en tvåvingeart som beskrevs av Mcalpine 1994. Achias calcar ingår i släktet Achias och familjen bredmunsflugor. Inga underarter finns listade i Catalogue of Life.